# Državna cesta D410
D410 je državna cesta u Hrvatskoj. Ukupna duljina iznosi 4 km.